# Дягель
Дя́гель, або Ду́дник, або Дя́гиль, або Дя́гіль, або Анґелі́ка (лат. Angélica) — рід трав'янистих рослин родини окружкові (Apiaceae).

## Поширення

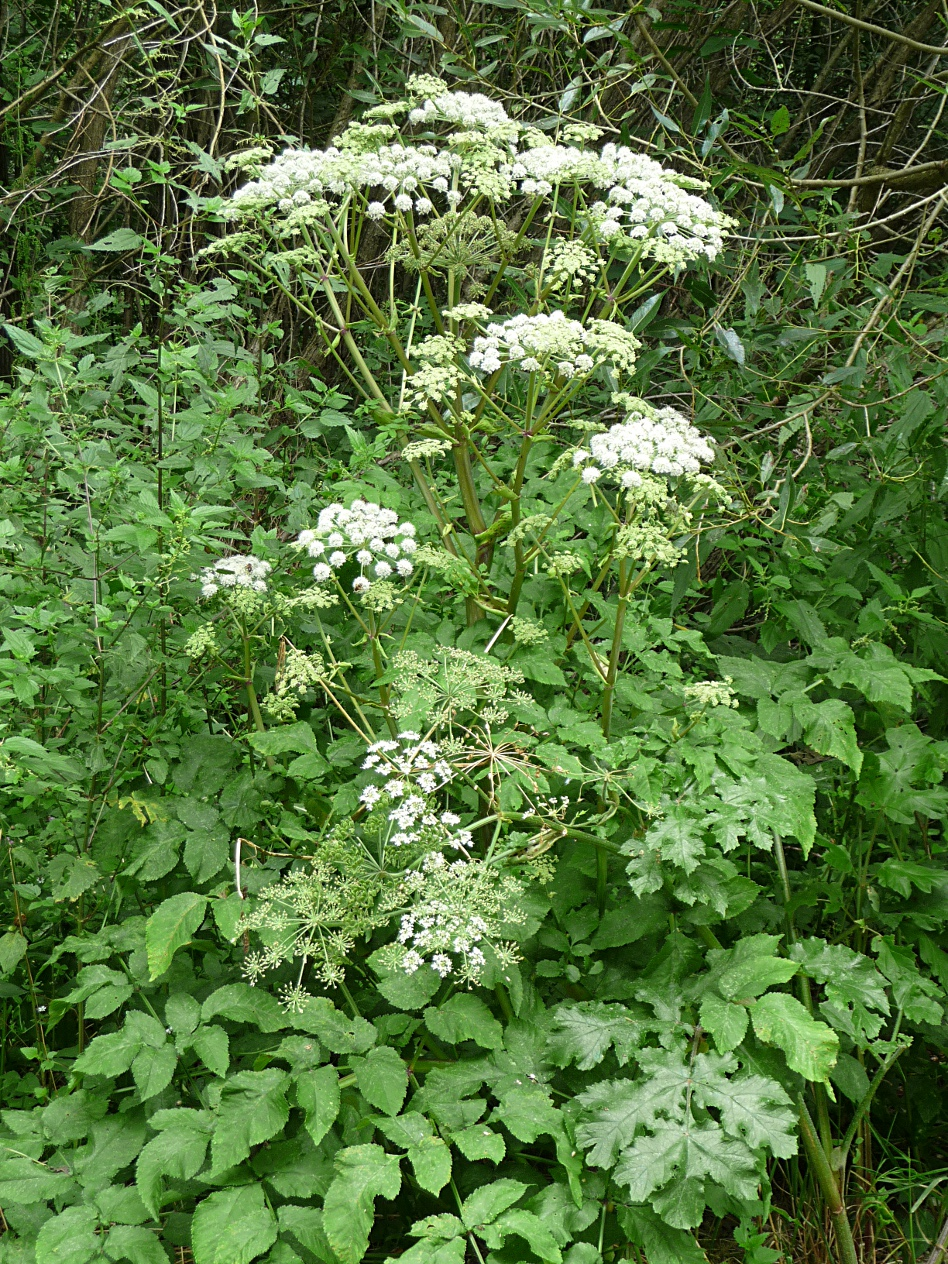
Дягель лікарський (Angelica archangelica)

Росте в Євразії й Північній Америці.

## Опис
Це висока багаторічна або дворічна трава. Корінь часто товстий, конічний або циліндричний. Листки розділені (1–4-перисті або 1–3-трійчасто-перисті). Суцвіття — складні зонтики, кінцеві та бічні; приквітків багато чи кілька, рідко відсутні. Пелюстки білі, рідше рожеві або темно-пурпурові, від яйцеподібних до зворотно-яйцеподібних. Плід — схизокарпій — еліптичний, довгастий до майже квадратного.

## Використання
Корені і плоди використовуються в кулінарії і для медичних потреб.

## Види
Рід нараховує понад 100 видів (див. Список видів роду дягель).
Деякі з них:
- Дягель лікарський (Angelica archangelica L.; Archangelica officinalis (Moench.) Hoffm.),
- Дягель лісовий (Angelica sylvestris).